# Нефеліновий сієніт
Нефеліновий сієніт (рос. нефелиновый сиенит, англ. nepheline-syenite, нім. Nephelinsyenit m) — повнокристалічна магматична лужна гірська порода, що складається з лужного польового шпату (65-70%), нефеліну, рідко ін. фельдшпатоїду (бл. 20%) і невеликої кількості (10-15%) кольорових мінералів — біотиту, лужного піроксену і амфіболу. Іноді містить плагіоклаз. За набором мінералів і структурою виділяють велике число різновидів нефелінового сієніту.
З масивами нефелінових сієнітів пов'язані родовища корисних копалин: апатитів (Хібінський масив), графіту (Саяни), кріоліту (в Гренландії) і ряду рідкісних елементів (ніобію, цирконію, рідкісноземельних елементів, торію). Нефелінові сієніти з малою кількістю кольорових мінералів є найкращою сировиною для скляної та керамічної промисловості, служать наповнювачами для будівельних сумішей.

## Локалізація
На території України нефеліновий сієніт поширений у Приазов'ї (Маріупольський масив). Див. Мазурівське родовище нефелінових руд.
За кордоном найбільш відомий у Норвегії, Ґренландії, Канаді, РФ, ПАР.

### Великі родовища нефелінового сієніту

#### Канада
У середині 1930-х років почали розробляти масив нефелінових сієнітів Блю Маунтін (Blue Mountain) в Канаді. Цьому сприяли значні масштаби, розташування родовища в економічно розвинутому районі, великі запаси руди і можливість вести її розробку відкритим способом. На родовищі, що розробляється сьогодні компанією Unimin Canada Ltd, працюють дві збагачувальні фабрики потужністю 400 та 600 т/добу по руді.

#### Норвегія
Дещо пізніше розпочалося промислове освоєння нефелінових сієнітів в Норвегії. Родовища нефелінових сієнітів, що знаходяться за полярним колом на островах Сг’єрньо, Сьорьо і Сейланн, вивчені і описані в роботах Гейєра (Heier, 1961, 1964) та Апплаєрда (Appleyard, 1974). Нефелінові сієніти складаються із пертитизованого калієвого шпату (50 %), нефеліну (38 %), біотиту (2,5 %), рогової обманки (4 %), кальциту (3 %), ільменіту (1 %) і магнетиту (1,5 %). Породи масиву вміщують також канадітові та лічфельдитові пегматити, сієніти. Останні інколи вміщують корунд, шонкініт, карбонатити. Родовище на острові Сг’єрньо, яке розробляється компанією North Cape Minerals AS, має довжину 1,8 км та ширину 250 м. Поклади мають форму штока і проривають гнейси основного складу. Родовище розкрито по вертикалі на 500 м. Його південний контакт знаходиться на висоті 200 м, а північний — 700 м над рівнем моря. На родовищі виділяють два різновиди нефелінових сієнітів: біотитові і нефелінові сієніти з діопсид-геденбергітом та роговою обманкою. В нефелінових сієнітах зазвичай присутні домішки кальциту, апатиту і сфену. За хімічним складом нефелінові сієніти родовища Сг’єрньо схожі з нефеліновими сієнітами родовища Блю Маунтін. Виробництво товарного концентрату у 2015 році склало близько 400 тис. т.
Концентрат крупністю –0,6 мм використовують для виробництва скловиробів. Подрібнений до –0,074 мм концентрат застосовується в керамічній промисловості для виробництва санітарної порцеляни, фаянсу, керамічної плитки, а також поливи та емалей.

#### Росія
В Росії районом Вишневогірського родвища нефелінових сієнітів (Урал) зацікавилися ще у 1925 році. В результаті проведених пошукових робіт в межах Вишневогірського лужного масиву у вмісних породах встановлено більше двох десятків корисних копалин: польовий шпат і нефелін, вермикуліт, графіт, мармур, корунд, золото, титан, ніобій, цирконій, гафній, рідкісні землі, уран, торій і інші. Геологічна розвідка на циркон і пірохлор була проведена в 1937-39 рр., в результаті якої було виявлено біля 30 пірохлорвмісних пегматитових тіл. Під час другої світової війни на родовищі була збудована збагачувальна фабрика для випуску цирконового концентрату. В повоєнні роки фабрику реконструювали і перепрофілювали на випуск пірохлорового концентрату. В 1990-ті роки ВАТ «Вишневогірський ГЗК» повністю перейшов на виробництво нефелін-польовошпатового концентрату. На сьогодні підприємство виробляє до 650 тис. т концентрату на рік.